# L'Espace de la grâce
Pour plus de détails, voir Fiche technique et Distribution.
L'Espace de la grâce (Hasenjagd – Vor lauter Feigheit gibt es kein Erbarmen, littéralement « chasse aux lièvres - pas de pitié devant la couardise ») est un film réalisé en 1994, et qui traite de l'évasion des prisonniers de guerre soviétiques, échappés du camp de concentration de Mauthausen, dans le Mühlviertel en 1945.
123 000 spectateurs ont vu ce film dans les cinémas autrichiens.

## Synopsis

### L'intrigue
Le film commence dans le « block des morts » du camp de concentration de Mauthausen. On voit environ 500 soldats russes détenus parce qu'ils refusent de combattre pour les Allemands. Tous les soldats sont exténués car sous-alimentés.
Parmi les soldats se trouvent les officiers Michail et Nikolai, les protagonistes du film. Alors qu'ils sont dans la cour, ils apprennent l'élimination des détenus du block 20, le block des morts le mois prochain. Ils projettent alors de s'enfuir.

### L'évasion
150 des 500 soldats réussissent à s'enfuir, mais la plupart des détenus sont tués par les gardiens. La sirène du camp réveille tous les habitants des villages voisins, l'escadron de protection (SS et le Volkssturm) informent les habitants que 500 criminels se sont révoltés et enfuis vers le nord et tous les hommes doivent les poursuivre. La plupart des gens sont prêts à participer à « la chasse » mais cependant quelques habitants, comme Monsieur Karner ou le gendarme Birker, s'opposent aux ordres. Le gendarme lui-même interdit à ses collègues de chasser les Russes.

### La «chasse aux lièvres»
Dans les heures qui suivent, de nombreux Russes sont exécutés par la population locale, la Wehrmacht et d'autres organisations du Troisième Reich (Hitlerjugend, Volkssturm, SS). Au début Monsieur Karner fait partie du groupe des chasseurs. Il arrête avec un collègue un Russe échappé, mais il n'est pas capable de le tuer. M. Karner et son collègue décident de laisser partir le captif, à ce moment un officier SS arrive pour exécuter le Russe.
Nikolai et Michail parviennent à se cacher chez la famille Karner. Là ils reçoivent des vêtements et de la nourriture. Heureusement, lors d'une perquisition dans la famille Karner, les SS ne les trouvent pas. D'autres Russes n'ont pas la même chance.

### Les semaines qui suivent
Presque tous les Russes ont été retrouvés, mais Nikolai et Michail sont restés cachés chez les Karner lorsque la guerre s'achève. Le générique de fin dit que seulement neuf personnes ont survécu à cet horrible massacre autour du camp de concentration de Mauthausen.

## Fiche technique
- Titre : L'Espace de la grâce
- Titre original : Hasenjagd – Vor lauter Feigheit gibt es kein Erbarmen
- Réalisation : Andreas Gruber
- Scénario : Andreas Gruber
- Montage : Hubert Canaval, Eva Schneider
- Musique : Peter Androsch
- Producteur : Andreas Gruber
- Pays d’origine : Autriche, Allemagne
- Langue : Allemand
- Durée : 106 min.
- Genre : Drame, film historique
- Date de sortie : 1994

## Distribution
- Oliver Broumis
- Merab Ninidze
- Elfriede Irrall